# Zdeněk Hruška
Zdeněk Hruška (ur. 25 lipca 1954 w Pradze) – czeski piłkarz grający na pozycji bramkarza.

## Kariera klubowa
Karierę piłkarską Hruška rozpoczął w klubie Slavoj Wyszehrad. W 1974 roku odszedł do Dukli Tachov, gdzie grał przez 2 lata. Następnie został piłkarzem Bohemiansu Praga. W jego barwach zadebiutował w pierwszej lidze czechosłowackiej i stał się podstawowym bramkarzem zespołu. W 1983 roku wywalczył z Bohemiansem mistrzostwo Czechosłowacji. W 1985 roku odszedł do innego praskiego zespołu, Slavii. Po półtora sezonu gry w Slavii przeszedł do greckiej PAE Werii. Latem 1988 roku wrócił do ojczyzny i ponownie grał w Bohemiansie. W 1989 roku został piłkarzem austriackiego SC Wacker Wiedeń. W latach 1990–1992 był grającym trenerem Floridsdorfer AC. Karierę zakończył w wieku 38 lat.
| Sezon   | Klub             | Kraj           | Rozgrywki     | Mecze | Bramki |
| ------- | ---------------- | -------------- | ------------- | ----- | ------ |
| 1976/77 | Bohemians Praga  | Czechosłowacja | I. liga       | ?     | ?      |
| 1977/78 | Bohemians Praga  | Czechosłowacja | I. liga       | ?     | ?      |
| 1978/79 | Bohemians Praga  | Czechosłowacja | I. liga       | ?     | ?      |
| 1979/80 | Bohemians Praga  | Czechosłowacja | I. liga       | ?     | ?      |
| 1980/81 | Bohemians Praga  | Czechosłowacja | I. liga       | 23    | 0      |
| 1981/82 | Bohemians Praga  | Czechosłowacja | I. liga       | 15    | 0      |
| 1982/83 | Bohemians Praga  | Czechosłowacja | I. liga       | 28    | 0      |
| 1983/84 | Bohemians Praga  | Czechosłowacja | I. liga       | 12    | 0      |
| 1984/85 | Bohemians Praga  | Czechosłowacja | I. liga       | 6     | 0      |
| 1985/86 | Slavia Praga     | Czechosłowacja | I. liga       | ?     | 0      |
| 1986/87 | Slavia Praga     | Czechosłowacja | I. liga       | ?     | 0      |
| 1986/87 | PAE Weria        | Grecja         | Alpha Ethniki | 12    | 0      |
| 1987/88 | Bohemians Praga  | Czechosłowacja | I. liga       | 16    | 0      |
| 1988/89 | Bohemians Praga  | Czechosłowacja | I. liga       | 19    | 0      |
| 1989/90 | SC Wacker Wiedeń | Austria        | Bundesliga    | ?     | 0      |

## Kariera reprezentacyjna
W reprezentacji Czechosłowacji Hruška zadebiutował 9 listopada 1977 roku w zremisowanym 1:1 towarzyskim meczu z Węgrami. W 1982 roku był w kadrze Czechosłowacji na Mistrzostwa Świata w Hiszpanii i rozegrał na nich jeden mecz, z Kuwejtem (1:1). Od 1977 do 1983 roku rozegrał w kadrze narodowej 24 mecze.